# همدستی خویشاوندی

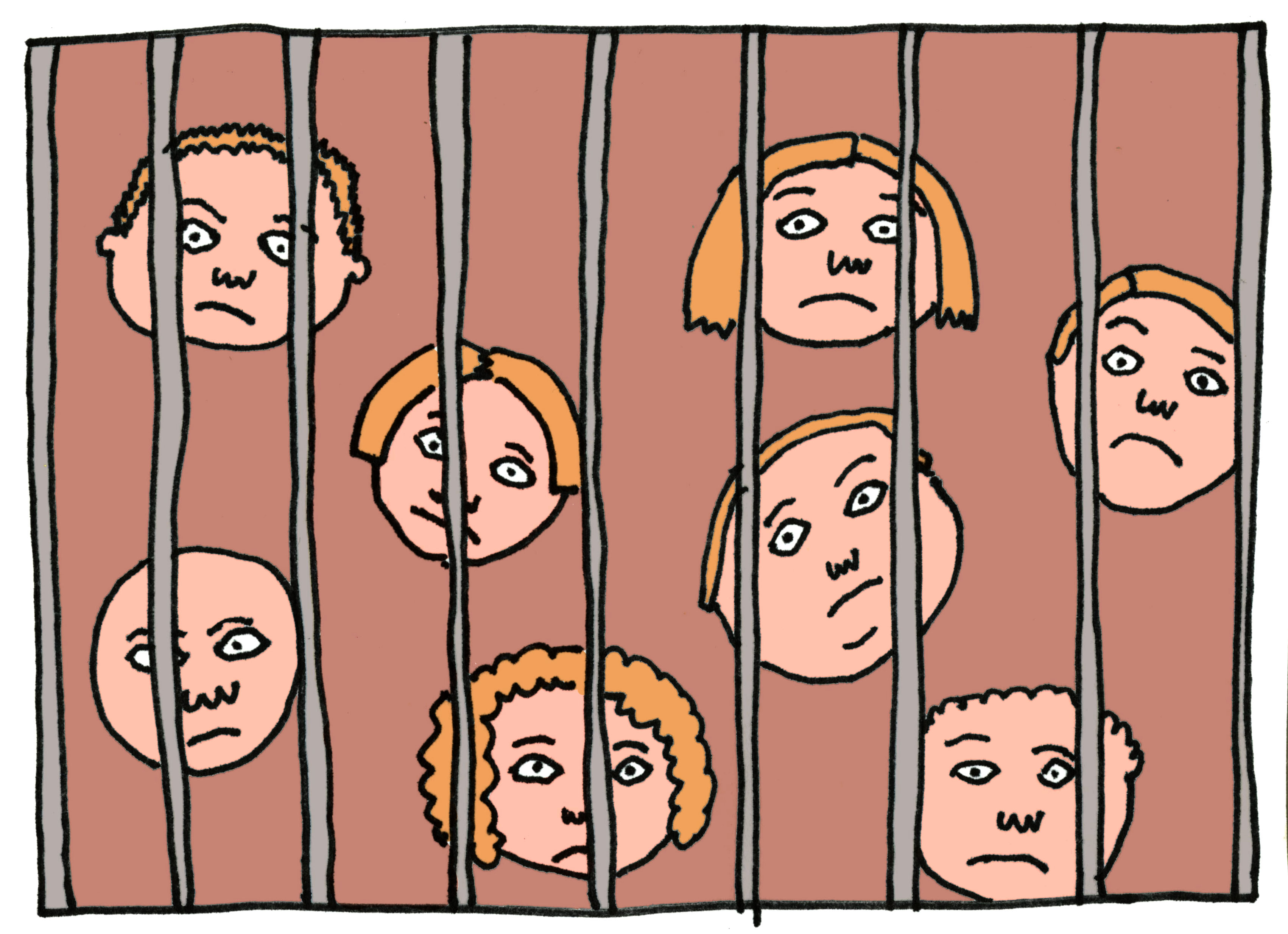
همدستی خویشاوندی

همدستی خویشاوندی به آلمانی Sippenhaft یا Sippenhaftung عبارتی است برای اشاره به این مطلب که یک خانواده یا خاندان در یک جنایت شریکند یا به دلیل ارتکاب یک عضو همهٔ اعضا باید مجازات شوند. این مطلب یک اصل قانونی در قانون ژرمن‌ها در قرون وسطی بود و بیشتر به صورت جریمه و جبران اعمال می‌شد.

## ریشه

### قرون وسطی
پیش از پذیرش حقوق روم و مسیحیت، همدستی خویشاوندی یک اصل پذیرفته شده در جامعهٔ ژرمن‌ها از جمله آنگلوساکسون و اسکاندیناوی بود. در آن جامعه دو نوع مجازات بود، یکی برای جنایت‌های شدید مانند قتل به ناحق و انتقام خونی و دیگری مجازات‌هایی از نوع پرداخت دیه و جزای نقدی به جای انتقام که بسته به دارایی مالی و اجتماعی قربانی تعیین می‌شد. در قانون مجازات همدستی خویشاوندی چنان بود که اعضای یک خانواده یا خاندان و خود مجرم باید مجازات می‌شدند یا بهای مالی اش را می‌پرداختند. قانونی همانند این در میان سلت‌ها، توتون‌ها و اسلاوها وجود داشت.

### آلمان نازی
در آلمان نازی این قانون دوباره زنده شده بود و یک خاندان (همسر و خویشاوندان) باید بهای اهانت به یک عضو یک خانوادهٔ دیگر را پرداخت می‌کردند. پس از کودتای ۲۰ ژوئیه برای اقدام به قتل آدولف هیتلر بیگناهان زیادی تنها به استناد به همین قانون مجازات شدند.: 121–166 